# William Lilly
William Lilly (Diseworth, 1º maggio 1602 – Hersham, 9 giugno 1681) è stato un astrologo e scrittore inglese del XVII secolo.
Viene descritto come un genio in qualcosa "che l'opinione dominante moderna ha da allora deciso che non può essere fatto" avendo sviluppato la sua fama di astrologo più importante in Inghilterra attraverso i suoi legami sociali e politici e continuando ad avere un indelebile impatto sul futuro corso della tradizione astrologica occidentale.
Figlio di un contadino yeoman, nel Leicestershire, Lilly si spostò a Londra da giovane per assumere un posto di servitore. Sette anni dopo si assicurò la sua fortuna sposando la vedova del suo ex padrone, cosa che gli permise il tempo libero per studiare astrologia. Nel 1644, durante la guerra civile inglese, pubblicò il primo di molti testi astrologici popolari e nel 1647 pubblicò l'Astrologia cristiana, un enorme compendio di tecnica astrologica. Questo è stato il primo del suo genere ad essere stampato in lingua inglese piuttosto che in latino, e si dice che abbia istruito "una nazione in crisi nella lingua delle stelle". Nel 1659, la fama di Lilly era ampiamente riconosciuta e il suo almanacco annuale raggiungeva vendite di circa 30 000 copie.
L'autobiografia di Lilly, pubblicata verso la fine della sua vita, nel 1681, su richiesta del suo mecenate Elias Ashmole, fornisce resoconti sinceri degli eventi politici della sua epoca e dettagli biografici di contemporanei che non sono disponibili altrove. È stato descritto, alla fine del XVIII secolo, come "una delle narrazioni più divertenti nella nostra lingua", in particolare per il ritratto storico che ha lasciato di uomini come John Dee, Simon Forman, John Booker, Edward Kelley, tra cui un bizzarro primo incontro di John Napier e Henry Briggs, rispettivi co-inventori del logaritmo e dei logaritmi briggsiani, e per i suoi curiosi racconti sugli effetti dei cristalli e l'apparizione della regina Mab. In esso, Lilly descrive il supporto amichevole di Oliver Cromwell durante un periodo in cui fu perseguito per aver emesso previsioni astrologiche sulla politica. Scrive anche del grande incendio di Londra del 1666 e di come fu portato davanti al comitato che indagava sulla causa dell'incendio, sospettato di coinvolgimento a causa della sua pubblicazione di immagini, 15 anni prima, che lo raffiguravano in una città in fiamme circondato da bare.
Lilly era un personaggio controverso, aiutato e incoraggiato da amici potenti, ma aveva anche tanti nemici. Attirò l'attenzione di molti membri del Parlamento, attraverso il sostegno di Sir Bulstrode Whitelocke, Lord Custode del Gran Sigillo d'Inghilterra, (a cui dedicò la sua Astrologia cristiana),  ma si mise anche contro i membri del Parlamento per aver inventato delle accuse contro lui nel 1651. Per i suoi sostenitori era un "Merlino inglese" e per i suoi detrattori era un "mago giocoliere e impostore".

## Biografia
Lilly nacque il 1º maggio 1602 nel piccolo villaggio di Diseworth, Leicestershire; il cottage con il tetto di paglia in cui viveva la sua famiglia si trova ancora vicino alla chiesa del villaggio. Era una casa importante per il suo tempo, sebbene il padre di Lilly, (chiamato anche William), lottasse con il costo della gestione della sua fattoria. Quando Lilly arrivò all'età scolare, sua madre, Alice, si lamentò dei problemi della famiglia e della sua proprietà decaduta, ma decise di dare a suo figlio la migliore istruzione che la famiglia potesse permettersi.
Lilly ebbe la fortuna di ricevere un'istruzione classica presso la scuola di grammatica di Ashby-de-la-Zouch, sotto John Brinsley, uno dei migliori insegnanti del suo tempo. Brinsley era severo nella disciplina, ma sosteneva l'incoraggiamento e la lode, e quando Lilly lasciò la scuola, nel 1619, era eccezionalmente istruito ed eccelleva in latino. Questo gli servì nei suoi successivi studi astrologici, poiché all'epoca quasi tutti i libri di testo astrologici erano scritti in latino.
Le speranze di Lilly di frequentare l'Università di Cambridge furono deluse a causa della crescente povertà di suo padre. La sua biografia registra la sua delusione per la negazione dell'opportunità di cui avevano goduto tutti i suoi compagni di studio, anche se descrive la conoscenza della maggior parte di loro come "difettosa":
Un'opportunità minore arrivò attraverso l'avvocato di suo padre, che riconobbe il livello di istruzione di Lilly e lo presentò a Gilbert Wright, Master of the Salters' Company e residente nello Strand a Londra (ma precedentemente a Market Bosworth, Leicestershire). Wright stava cercando un giovane istruito che fungesse da suo segretario e servitore generale, e in quel momento il padre di Lilly (allora in prigione per debiti) era molto felice di sbarazzarsi di lui, considerando che suo figlio non andava bene nella fattoria, era "buono a niente". Con la sua lettera di raccomandazione e pochi scellini, il diciottenne Lilly si recò a Londra a fianco di un carro da corriere, raccontando in seguito "è stata una settimana molto burrascosa, fredda e scomoda: ho sempre camminato".
Lilly ricevette un caloroso benvenuto da parte di Gilbert Wright e lavorò come suo servo fino alla morte di Wright nel 1627. La sua biografia racconta come, durante questi sette anni, fu felice di svolgere ogni sorta di mansioni umili per il suo padrone; di come curò la moglie di Gilbert che aveva un cancro al seno, fino alla sua morte nel 1624; come sopravvisse alla grande peste di Londra nel 1625; come il suo padrone si sposò di nuovo nel 1626 (con una vedova di nome Ellen Whitehaire), e poi stabilì per Lilly una rendita di £ 20 all'anno, prima della sua morte nel maggio 1627.
A pochi mesi dalla morte di Wright, la neo vedova Ellen chiarì che, essendosi sposata due volte per soldi, ora stava cercando di sposare qualcuno che l'avrebbe amata e che si sarebbe presa cura di lei, indipendentemente dallo stato del suo corteggiatore. Lilly fece il passo "audace" di proporsi, e nonostante le sue iniziali proteste che a 25 anni Lilly fosse troppo giovane, si sposarono nel settembre di quell'anno, tenendo segreto il loro matrimonio ai suoi amici e alla sua famiglia per due anni.
Lilly descrive un felice matrimonio con Ellen, che è continuato per sei anni. Alla sua morte lasciò tutto a Lilly, ed egli riferisce "era considerevole, molto vicino al valore di mille sterline".

### Carriera astrologica
Lo stile di vita agiato e la fortuna che Lilly aveva ereditato da Ellen, gli diedero il tempo libero per frequentare sermoni e conferenze nella società londinese. Nel 1632, poco prima della morte di Ellen, iniziò a studiare astrologia, leggendo tutti i libri sull'argomento in cui poteva imbattersi, e occasionalmente tentando di svelare misteri attraverso la sua arte. Gli anni 1642 e 1643 furono dedicati ad un'attenta revisione di tutte le sue letture precedenti, e in particolare, dopo essersi soffermato sul Commentario di Valentin Naibod ad Alcabizio, "lo studiò seriamente e lo trovò l'autore più profondo che avesse mai incontrato." Più o meno nello stesso periodo ci dice che "ha preso attentamente nota di ogni grandiosa azione tra il re e il parlamento, e prima o poi è stato incline a credere che poiché tutti gli affari sublunari dipendono da cause superiori, c'era una possibilità di scoprirli dalle configurazioni dei corpi superiori." E, dopo aver "fatto alcuni saggi", "trovò incoraggiamento a procedere oltre, e alla fine si definì quel metodo che seguì in seguito".
Il libro più completo di Lilly fu pubblicato nel 1647 ed era intitolato Christian Astrology. Si tratta di un trattato così ampio che è arrivato in tre volumi separati nei tempi moderni, e rimane popolare anche oggi e non è mai andato del tutto fuori catalogo. È considerato uno dei testi classici per lo studio dell'astrologia tradizionale del Medioevo, in particolare l'astrologia oraria, che si occupa principalmente di prevedere eventi futuri o indagare elementi sconosciuti di attualità, sulla base di una carta astrologica espressa per rispondere ad una domanda posta all'astrologo. Esempi funzionanti di carte orarie si trovano nel volume 2 di Astrologia cristiana.
Iniziò quindi a pubblicare i suoi almanacchi profetici e altre opere, che ricevettero una seria attenzione da parte di alcuni dei membri più importanti del Parlamento. Lilly era in intimità con Bulstrode Whitelocke, William Lenthall l'oratore, Sir Philip Stapleton, Elias Ashmole e altri. Anche John Selden sembra averlo conosciuto, e probabilmente la differenza principale tra lui e la massa della comunità dell'epoca era che, mentre altri credevano nella verità generale dell'astrologia, si azzardava a specificare gli eventi futuri a cui si riferiva.
Nel 1650, Lilly scrisse una prefazione a An Astrological Discourse with Mathematical Demonstrations di Sir Christopher Heydon, una difesa dell'astrologia scritta intorno al 1608 che fu pubblicata per la prima volta postuma, in gran parte a spese di Elias Ashmole.

### Pensionamento e morte

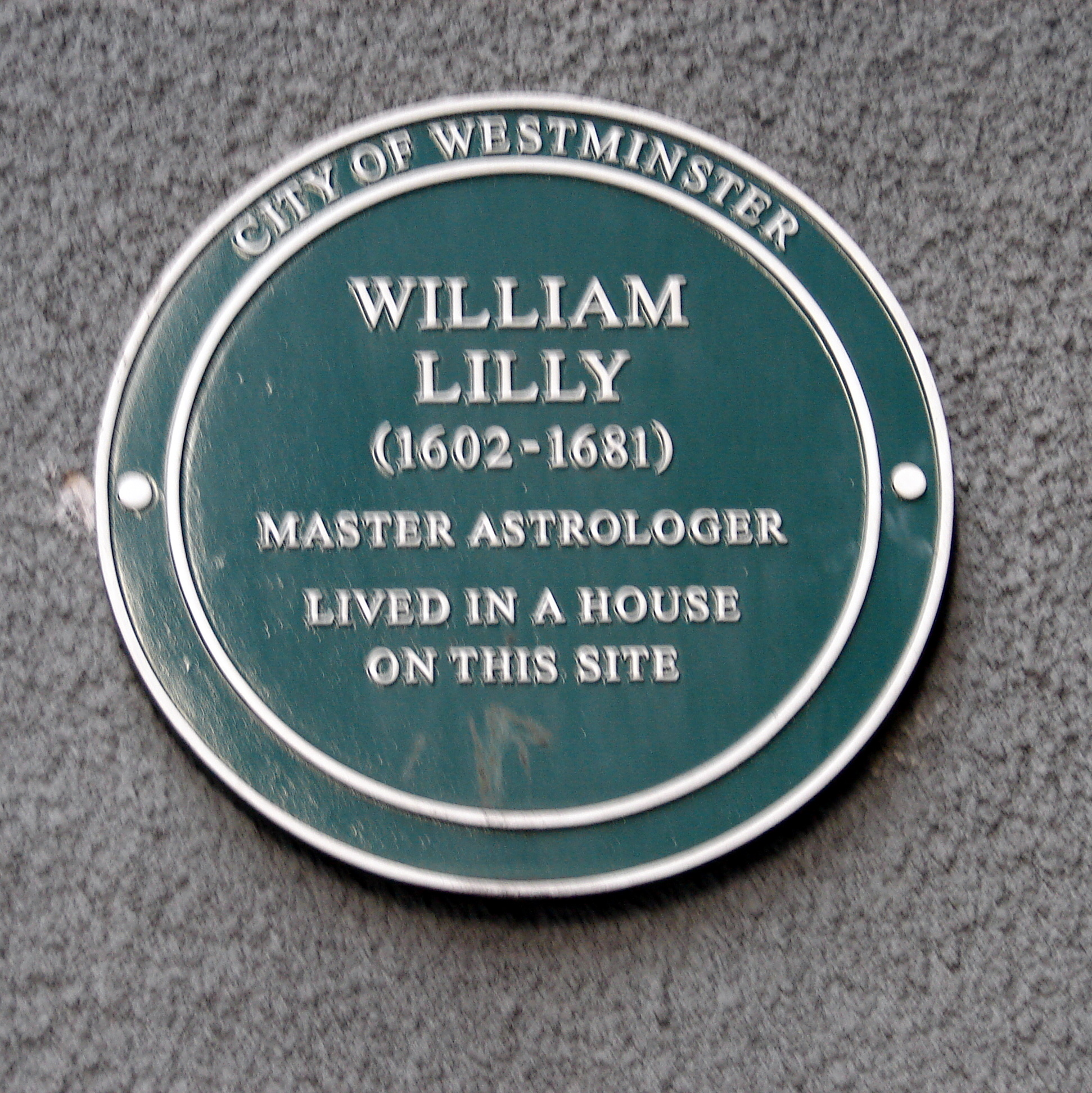
Targa blu-verde nella Città di Westminster (data a "persone di fama che hanno dato un contributo duraturo alla società") che indica la residenza londinese di Lilly nello Strand.

Dopo la Restaurazione cadde molto rapidamente in discredito. La sua simpatia per il parlamento, che le sue previsioni avevano generalmente mostrato, non era calcolata per portarlo nel favore del re. Cadde sotto la sferza di Samuel Butler, il quale, tenendo conto di alcune esagerazioni satiriche, fornì, nel personaggio del Sidrophel di Hudibras, un'immagine probabilmente non molto errata dell'uomo; e, avendo ormai accumulato una fortuna accettabile, acquistò una piccola proprietà a Hersham nel Surrey, dove si ritirò, e dove dirottò l'esercizio dei suoi peculiari talenti alla pratica della medicina. Morì nel 1681. Nel 2003 una targa commemorativa è stata posta accanto alla stazione della metropolitana di Aldwych, in disuso, sullo Strand. Lilly visse in una casa sul sito dal 1627 al 1665.

## Influenza e opere
La pubblicazione di un facsimile dell'edizione originale del 1647 di Christian Astrology, nel 1985, da parte della Regulus Publishing Company Ltd., nel Regno Unito, portò a una rinascita dello studio dell'astrologia in Nord America e in Europa, e anche a una trasformazione delle tecniche dell'astrologia moderna. Olivia Barclay e altri astrologi britannici iniziarono a portare alla luce il lavoro astrologico di Lilly e furono influenti nell'eventuale ripubblicazione dell'Astrologia cristiana.
Oltre ai suoi 36 almanacchi annuali pubblicati tra il 1647 e il 1682, le opere pubblicate di Lilly includono anche:
- Merlinus Anglicus Junior, 1644.
- Supernatural Sights and Apparitions seen in London, June 20th 1644, 1644.[22]
- The Prophecy of the White King, 1644.
- England's Prophetical Merlin, 1644.
- Collections of Prophecies, 1646.
- Christian Astrology, 1647.[23](trad. italiana di Patrizia Nava in 3 vol., Agorà & Co., Lugano, 2018, 2019, 2023).
- The World's Catastrophe, or Europe's many mutations 1666, 1647; che include 'A Whip for Wharton'; alcune copie includono anche le traduzioni di Elias Ashmole di The Prophecies of Ambrose Merlin, with a Key, e Trithemius, or the Government of the World by presiding Angels.
- An Astrologicall Prediction of the Occurrences in England for the years 1648, 1649, 1650, London, 1648, con dedica alla Camera dei comuni.
- Monarchy or No Monarchy, 1651.
- Mr. Lillyes Prognostications of 1667, predicting the Prosperity … of the English and their glorious Victories … by Land and Sea, 1667.
- The dangerous Condition of the United Provinces prognosticated, 1672.
- Mr. Lillies late Prophecy come to pass concerning the present War and the late unseasonableness of the Weather, 1673.
- Mr. Lillies Prophesie of a General Peace, 1674.
- Mr. Lillies Prophecy, or a sober Prediction of a Peace between the French and the Dutch and their Allies, 1675.
- Anima Astrologiae, or a Guide for Astrologers, being translated from Guido Bonatus, and Cardan's seaven Segments, with a new Table of the Fixed Stars, rectified for several years to come, 1676.[24]
- Mr Lillies Astrological Predictions for 1677, proving the happy Condition of this our Nation for the Year ensuing, 1676.
- Mr. Lillies Prediction concerning the many lamentable Fires which have lately happened, with a full Account of Fires at Home and Abroad, 1676.
- Strange News from the East, or a sober Account of the Comet or blazing Star that has been seen several Mornings of late, 1677.
- Lillies New Prophecy relating to the Year, 1678.
- William Lilly's History of His Life and Times by William Lilly, 1681.[25]
- Fore-Warn'd, Fore-Arm'd, or England's Timely Warning in general, and London's in particular, 1682.
- Catastrophe Mundi, Mr. Lilly's Hieroglyphicks exactly cut, 1683, una riedizione dell'appendice a Monarchy or No Monarchy, 1651.